# Dibezzia indica
Dibezzia indica är en tvåvingeart som först beskrevs av Jean-Jacques Kieffer 1913.  Dibezzia indica ingår i släktet Dibezzia och familjen svidknott. Inga underarter finns listade i Catalogue of Life.